# Graphitech
Graphitech est une co-entreprise EDF-Veolia en charge des développements technologiques pour le démantèlement de la soixantaine de réacteurs nucléaires de technologie graphite (filières UNGG, Magnox, AGR et RBMK) ainsi que des entreposages de graphite.
Graphitech bénéficie de la connaissance approfondie d’EDF des réacteurs UNGG (uranium naturel graphite gaz) et de l’expertise de VEOLIA en robotique adaptée aux milieux hostiles.
L'entreprise développe des outils télé-opérés de découpe et extraction de structures complexes et de grandes dimensions en béton, acier et graphite, ainsi que les systèmes et les bras robotisés qui permettront de déployer ces outils. La mise au point et la validation de ces technologies sont réalisées dans le Démonstrateur Industriel d’EDF, un centre d’essai de grande capacité basé à Beaumont-en-Véron, à proximité de la centrale nucléaire de Chinon.

## Historique
La filière nucléaire doit en France préparer le démantèlement de nombreuses installations nucléaires. EDF et le groupe Veolia en grande partie spécialisée dans la gestion et le traitement des déchets ont développé des partenariats dans le secteur du traitement des déchets radioactifs. La première vitrification a été faite à Marcoule dans les années 1960, en utilisant un procédé de type sol-gel, baptisé Gulliver. 
En décembre 2019, est créée l'entreprise dénommée Graphitech, qui sera chargée du démantèlement de réacteurs nucléaires utilisant la « technologie graphite ».
Au début des années 2020, environ 26 000 tonnes de déchets radioactifs et de déchets dangereux ont déjà été vitrifié dans le monde, surtout aux États-Unis. Graphitech doit développer en France l'industrialisation de ce procédé.
Le 30 novembre 2021, la création d'une société baptisée Waste2Glass a été annoncée, détenue à parts égales, par les filiales respectives d'EDF et de Veolia : Cyclife et Asteralis. Waste2Glass, basée à Limay (Yvelines), devrait ouvrir début 2022, près d'une nouvelle unité pilote et de démonstration qui visait à obtenir les qualifications nécessaires au déploiement de cette filière industrielle nouvelle et est mission pour développer la filière de vitrification de déchets radioactifs de Veolia, GeoMelt qui depuis les années 2010 traite déjà les déchets d'amiante, sols pollués et d'autres déchets toxiques industriels . Cette technologie GeoMelt a été notamment utilisée pour des déchets du centre anglais de Sellafield, (équivalent de celui de La Hague), en lien avec l'IRID (International Research Institute for Nuclear Decommissioning) sur un projet de vitrification des résidus radioactifs des eaux stockées à Fukushima après la catastrophe de Fukushima.

## Technologie
La vitrification est une méthode d'inertage et/ou de stabilisation et confinement de déchets dangereux, qui dans le domaine du nucléaire peut concerner tous les types de déchets radioactifs (et pas uniquement les déchets hautement radioactifs et/ou à longue durée de vie). Elle diffère de l'opération d'enrobage, jugée moins fiable pour les déchets hautement radioactifs.
En raison de la chaleur qu'elle nécessite, elle est très consommatrice d'énergie et nécessite notamment de maîtriser le verre borosilicate (qui présente une meilleure inertie chimique que le verre normal, à faible dilatation thermique et moins sensibles aux chocs thermiques), et la volatilité de certains produits radioactifs issus des déchets issus de la fission nucléaire, et le fait que ces derniers sont parfois générateurs d'un rayonnement très énergétique, et d'un dégagement de chaleur ; la tenue dans le temps de la matrice vitreuse (ou vitro-céramique) à long terme est dans ce domaine un enjeu majeur.